# Arcachon

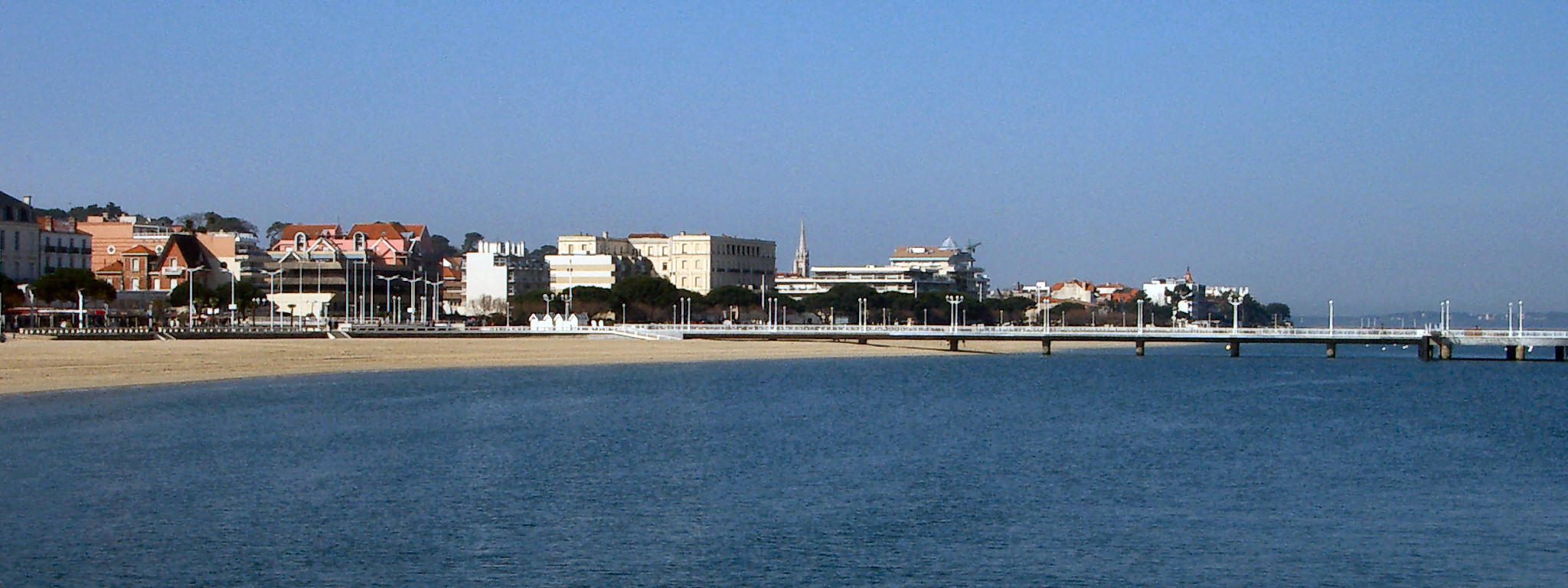
Arcachon, Gironde

Arcachon är en kommun i departementet Gironde i regionen Nouvelle-Aquitaine i Frankrike. År 2022 hade Arcachon 10 895 invånare.
Arcachon ligger vid Europas största sanddyn, Dune de Pyla, som är nästan 3 kilometer lång, 500 meter bred och 107 meter hög.

## Befolkningsutveckling
Antalet invånare i kommunen Arcachon
Referens:INSEE